# Ossature (construction)

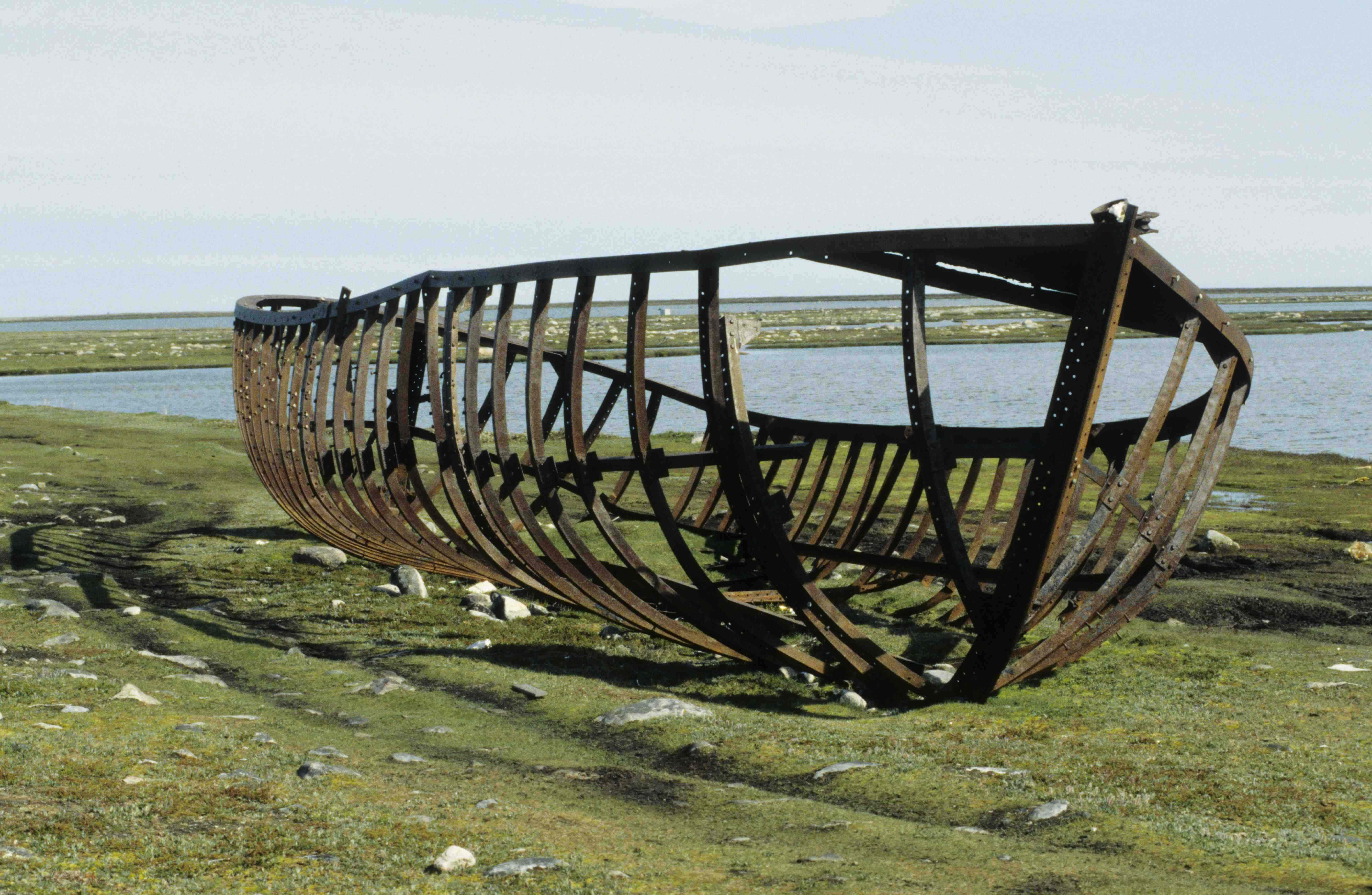
De cette épave, il ne subsiste pratiquement que l’ossature d’acier, la quille, l’étrave et les membrures : le bordé a disparu.

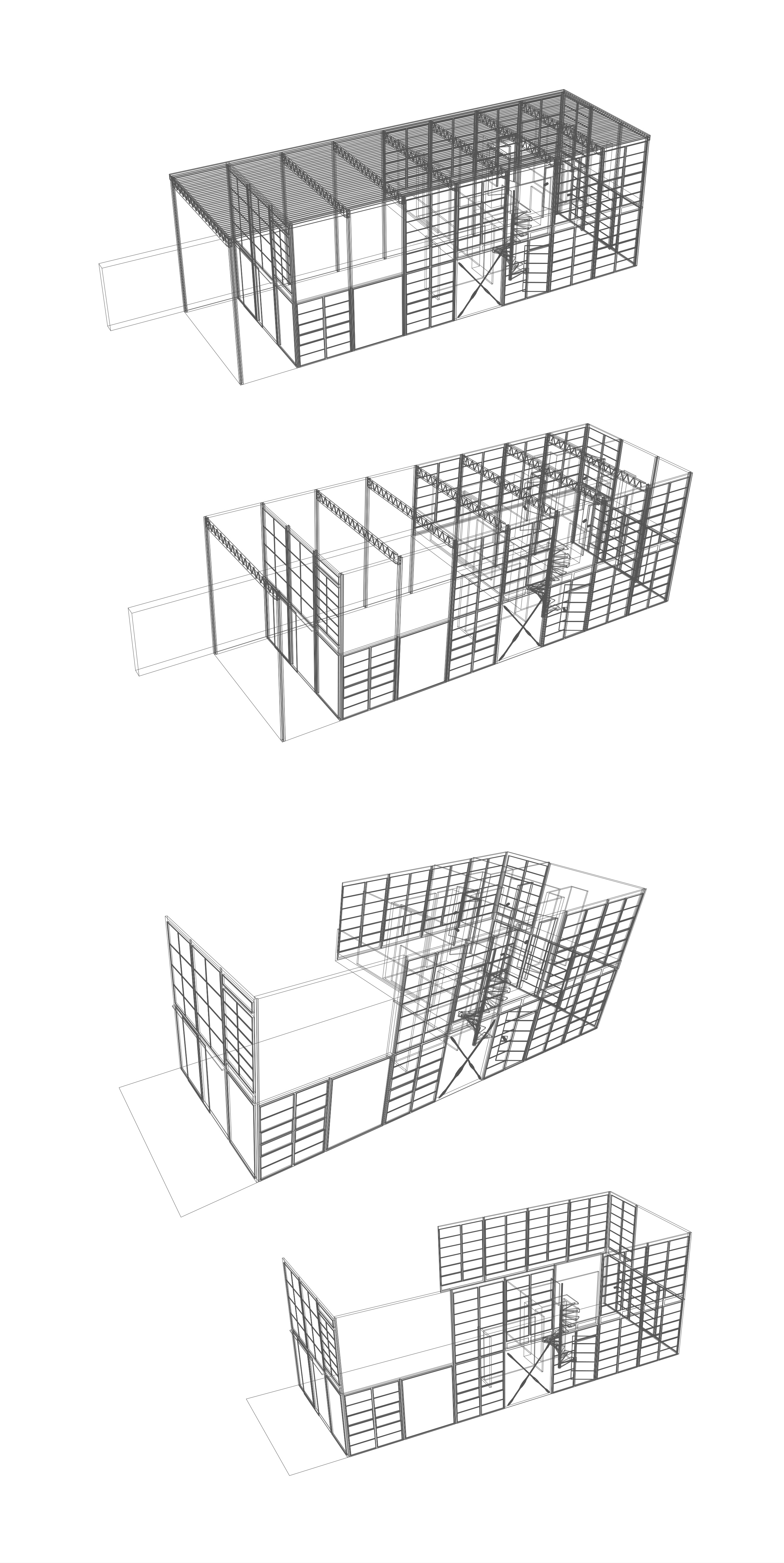
Ossature de la Eames House à Los Angeles. Les remplissage de l'ossature sont en verre et en cemesto.

En architecture-construction, l'ossature (de l'italien ossatura, squelette, carcasse, charpente) est un type de structure généralement rigide d'un ensemble ou d'une partie d'ensemble architecturé (l'ossature d'une voûte ou d'un vitrail). En termes de gros œuvre c'est la partie structurelle et porteuse d'un vaisseau ou d'un édifice (la bâtisse).

## Définition
L'ossature, la bâtisse, est constituée en pierre, brique, béton, métal ou bois. C'est le support rigide en gros œuvre, ce sont les éléments de l'ouvrage qui assurent la stabilité et cette structure est réceptrice du remplissage en parois pour constituer l'abri. La partie située au-dessus du sol est la superstructure, la partie enterrée dans le sol est l’infrastructure. Cette structure constitue l’appui de la construction, celle qui reçoit les charges.
Le maçonnage en éléments aussi bien lourds que légers et la fixation d'éléments légers sont utilisés pour associer les éléments du remplissage (le remplage) à toute structure.
Pour la structure de bâtisse on parlera de remplissage par exemple par un mur rideau de façade, par des hourdis de plancher, etc. Les ossatures peuvent porter des structures tendues modernes en textile ou en film plastique, aussi bien en intérieur qu'à découvert à l'extérieur.
On parlera aussi d'ossature pour désigner la structure rigidifiante d'élément de remplissage, par exemple des U métalliques pris en sandwich entre 2 plaques de plâtre pour une cloison légère, ou pour un vitrail, etc. Les éléments servant au remplissage sont mis en œuvre en gros œuvre ou second œuvre selon leur nature.
Dans le cas d'ossature porteuse d'édifices relativement petits issue de la tradition bois (C) on trouve de « nouveaux assemblages ».

## Histoire
Les Romains, qui n'opposaient que des résistances passives aux poussées, avaient parfaitement admis ce principe de séparation entre l'ossature, parties chargées des constructions voûtées et celles qui ne le sont pas : « Les grandes salles des Thermes antiques sont en ce genre des énigmes de combinaison. Tout le système consiste en des piles portant des voûtes ; les murs ne sont que des clôtures faites après coup, que l'on peut enlever sans nuire en aucune façon à la solidité de l'ossature générale de la bâtisse. Ce sont là des principes très-naturels et très-simples ; pourquoi donc ne les pas mettre toujours en pratique ? ».
« Ces principes, les constructeurs gothiques les ont étendus beaucoup plus loin que ne l'avaient fait les Romains, parce qu'ils avaient, ainsi que nous l'avons dit bien des fois, adopté un système de construction où toute force est active, et où il n'y a point, comme dans la construction romaine, de résistances inertes agissant par leur masse compacte. »
L'ossature d'une voûte est alors constituées par les nervures, arcs doubleaux formerets, croisées d'ogive, etc.

## Éléments d'ossature
Pour constituer l'ossature en bois, pierre, béton, et métal de l'édifice on utilise classiquement des structures composées a :
- en éléments verticaux simples : 
  - murs, voiles béton - (C)
  - arc - (C),
  - poteaux - (C),
  - pile de pont
- en éléments horizontaux simples :
  - poutres - (C),
    - poutrelle béton,
    - poutrelle métal,

  - dalles - (C),
  - fermes, treillis,
  - tabliers pour les ponts.
- en éléments à membres verticaux et horizontaux : 
  - portiques, potences,
- en éléments à surface oblique :
  - voûtes - (C).
  - les coques (béton projeté) non décomposables en portions de plan, (à la fois murs et toit).
  - les enveloppes gonflées en structures tendues.

## Types d'ossature

### Ossature en pierre brique
Ossature en pierre brique est plus rare dans les pays riches et développés car elle n'est pas très résistante.
- Appareil (architecture)

### Ossature en béton armé
Le béton armé est un matériau composé de béton (ciment, agrégats et eau) et de barres en acier (fer). Ces barres en acier compensent la très mauvaise performance du béton seul soumis aux efforts de traction. En revanche, le béton seul travaille bien aux efforts de compression.
L'ossature en béton armé est constituée d'un squelette de poteaux reliés entre eux par des poutres créant un système de maillage verticaux et horizontaux, où chaque élément travaille tant en compression qu'en traction, selon les efforts qui lui sont demandés.
Le béton armé permet de jouer sur les formes des éléments grâce aux différents moulages dans les coffrages. La trame de l'ossature permet le réemploi de ces coffrages et une préfabrication en série de certains éléments. Par conséquent, une mécanisation du chantier est donc possible.

### Ossature en métal
- Architecture métallique
- Catégorie:Ossature en acier

### Ossature en bois
- Construction en bois[3]
- Charpente
- Ossature plate-forme
- Ossature à bois courts
- Ossature à bois longs
- Construction à ossature croisée dite « balloon frame »
- Catégorie:Ossature bois

### Ossatures mixtes
Une ossature mixte est constituée de plusieurs types de matière, par exemple, bois et métal.